# Soyouz TMA-10M
Soyouz TMA-10M est une mission spatiale lancée le 25 septembre 2013 depuis le Cosmodrome de Baikonour. Elle transporte trois membres de l'Expédition 37 vers la station spatiale internationale. Il s'agit du 120e vol d'un vaisseau Soyouz depuis le premier en 1967.

## Équipage

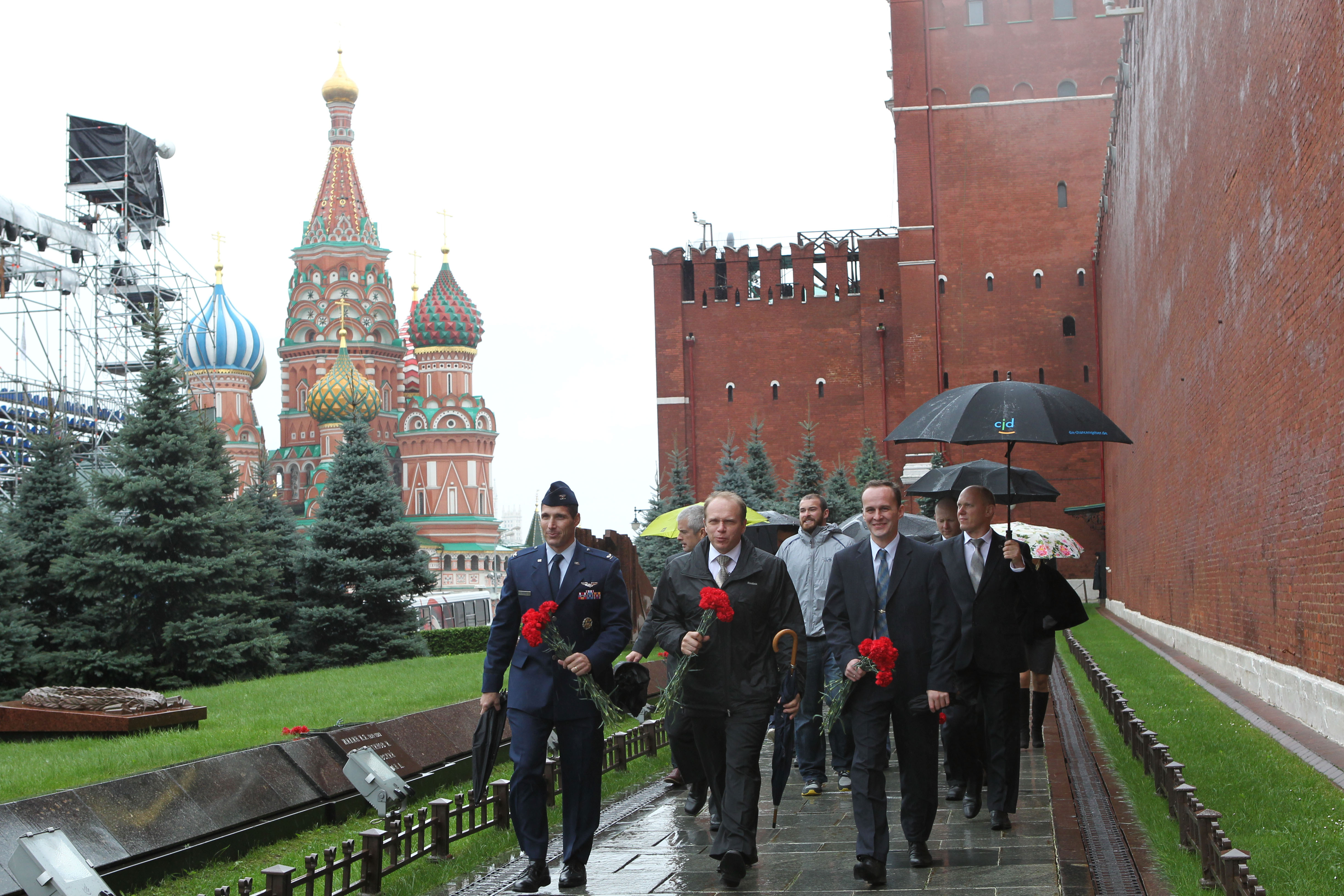
Les membres d'équipage du Soyouz TMA-10M conduit à leur tour de cérémonie de la Place Rouge, le 6 septembre 2013.

- Commandant : Oleg Kotov (3),  Russie
- Ingénieur de vol 1 : Serguei Riazanski (1),  Russie
- Ingénieur de vol 2 : Michael Hopkins (1),  États-Unis

Le chiffre entre parenthèses indique le nombre de vols spatiaux effectués par l'astronaute, Soyouz TMA-10M inclus.

### Équipage de remplacement
- Commandant : Aleksandr Skvortsov,  Russie
- Ingénieur de vol 1 : Oleg Artemyev,  Russie
- Ingénieur de vol 2 : Steven Swanson,  États-Unis